# Перевлес
Пере́влес — село в России, расположено в Старожиловском районе Рязанской области. Входит в состав Столпянского сельского поселения.

## Географическое положение
Село Перевлес расположено на левом берегу реки Проня примерно в 19 км к востоку от центра посёлка Старожилово.

## История

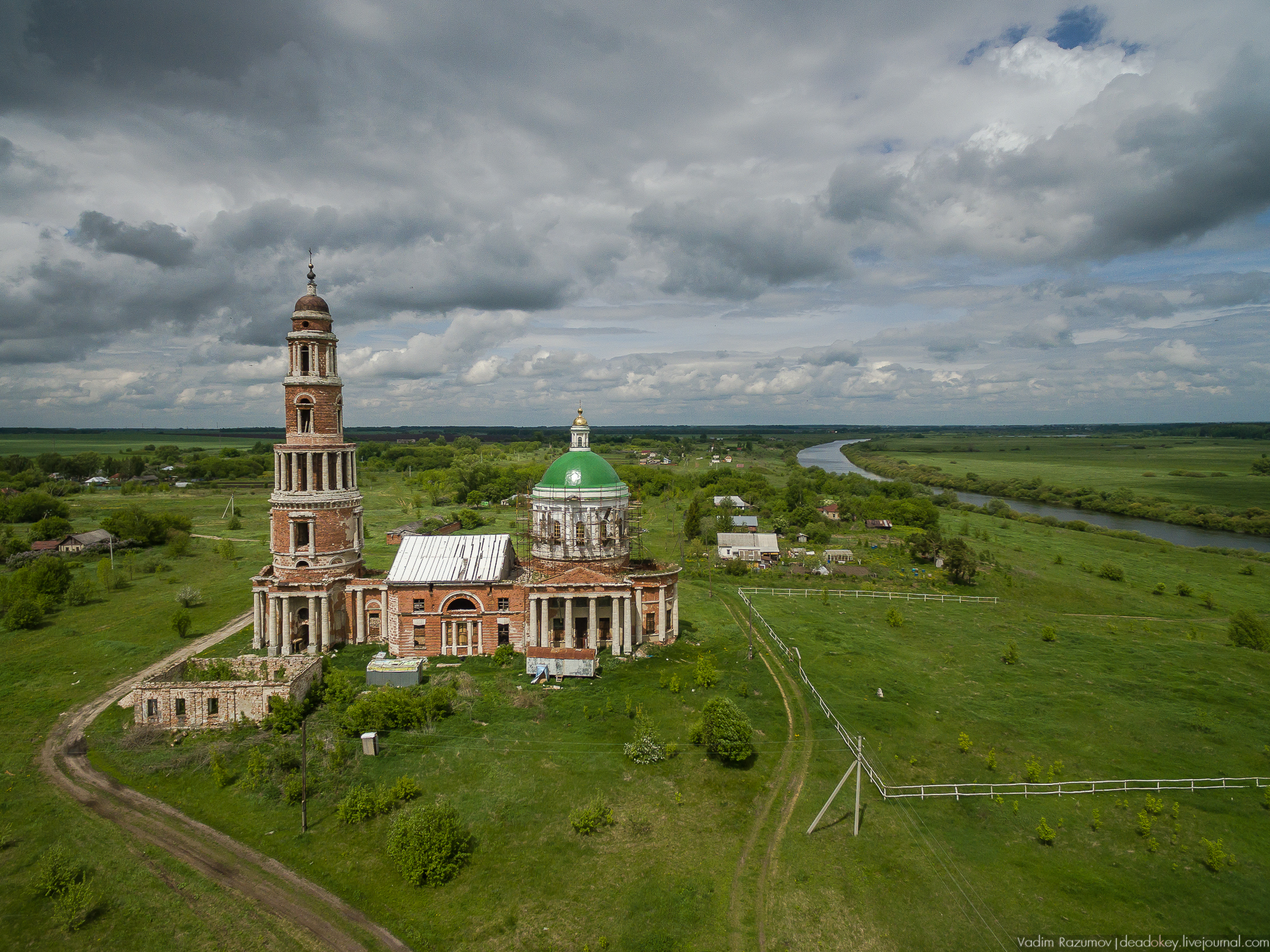
Вид на село и Храм Рождества Богородицы

Перевлес в качестве пустоши на месте бывшего сельца с церковью Рождества Пресвятой Богородицы упоминается в писцовых книгах за 1628 год. В окладной книге за 1676 год упоминается уже село Перевлес с церковью Рождества Богородицы. В 1824—1839 годах на средства помещика Ивана Ивановича Барыкова в селе вместо обветшавшей деревянной церкви была построена новая каменная.
В XIX веке село являлось крупным торговым центром. Поскольку река Проня была судоходной только от устья до Перевлеса, в селе располагалась пристань, к которой свозилось зерно из южных уездов Рязанской губернии.
В 1905 году село являлось административным центром Перевлесской волости Пронского уезда и имело 220 дворов при численности населения 1619 человек.

## Население
| 1859 | 1897 | 1906  | 2010 |
| ---- | ---- | ----- | ---- |
| 1310 | ↘987 | ↗1619 | ↘50  |

## Транспорт и связь
Село обслуживает сельское отделение почтовой связи Ершово (индекс 391182).